# Laurențiu Petean
Laurențiu Petean (n. 5 mai 1988, Galați, România) este un fotbalist român care a jucat pentru Bahlinger SC.

## Titluri
Oțelul Galați
- Liga I (1): 2010-2011[2]